# Turbinator
Der Turbinator ist ein turbinenbestückter Rekordwagen, mit dem am 18. Oktober 2001 von Don Vesco ein Geschwindigkeitsrekord für radgetriebene Landfahrzeuge mit 739,4 km/h aufgestellt wurde.

## Von der Idee zum brauchbaren Konzept
Obwohl der Landgeschwindigkeitsrekord seit 1963 eine Domäne der Fahrzeuge mit Strahltriebwerk oder Raketenantrieb ist, begannen Anfang der 1980er Jahre die Amerikaner Don und Rick Vesco, Söhne eines ebenfalls im Rennsport engagierten Vaters, mit Überlegungen, wie der bestehende Geschwindigkeitsrekord speziell für radgetriebene Landfahrzeuge zu brechen sei. Sie wählten einen eher unwissenschaftlichen Ansatz und legten die Dinge nach dem Augenmaß fest, das sie sich durch jahrelanges Wirken in dem Metier erworben hatten: Was sich als nützlich erwies und wenig kostete, kam zum Einsatz, einen Windkanal sollte der Wagen niemals sehen. Alle Gefahren eines „Overengineering“ verschwanden damit von selbst. Rick war verantwortlich für die Gestaltung und den Zusammenbau (hauptsächlich des Fahrwerks) und Don entwarf und baute die Antriebsteile. Ursprünglich war der Rahmen für Motoren vom Typ Chevrolet „small-block engine“ vorgesehen, doch Don Vesco schickte zwei Turbo-Offenhauser-Midget-Motoren, die gemeinhin als zuverlässig gelten – wenn man sie nicht „frisiert“.

## Aus dem „Bananenhubschrauber“ in die „Rekordzigarre“

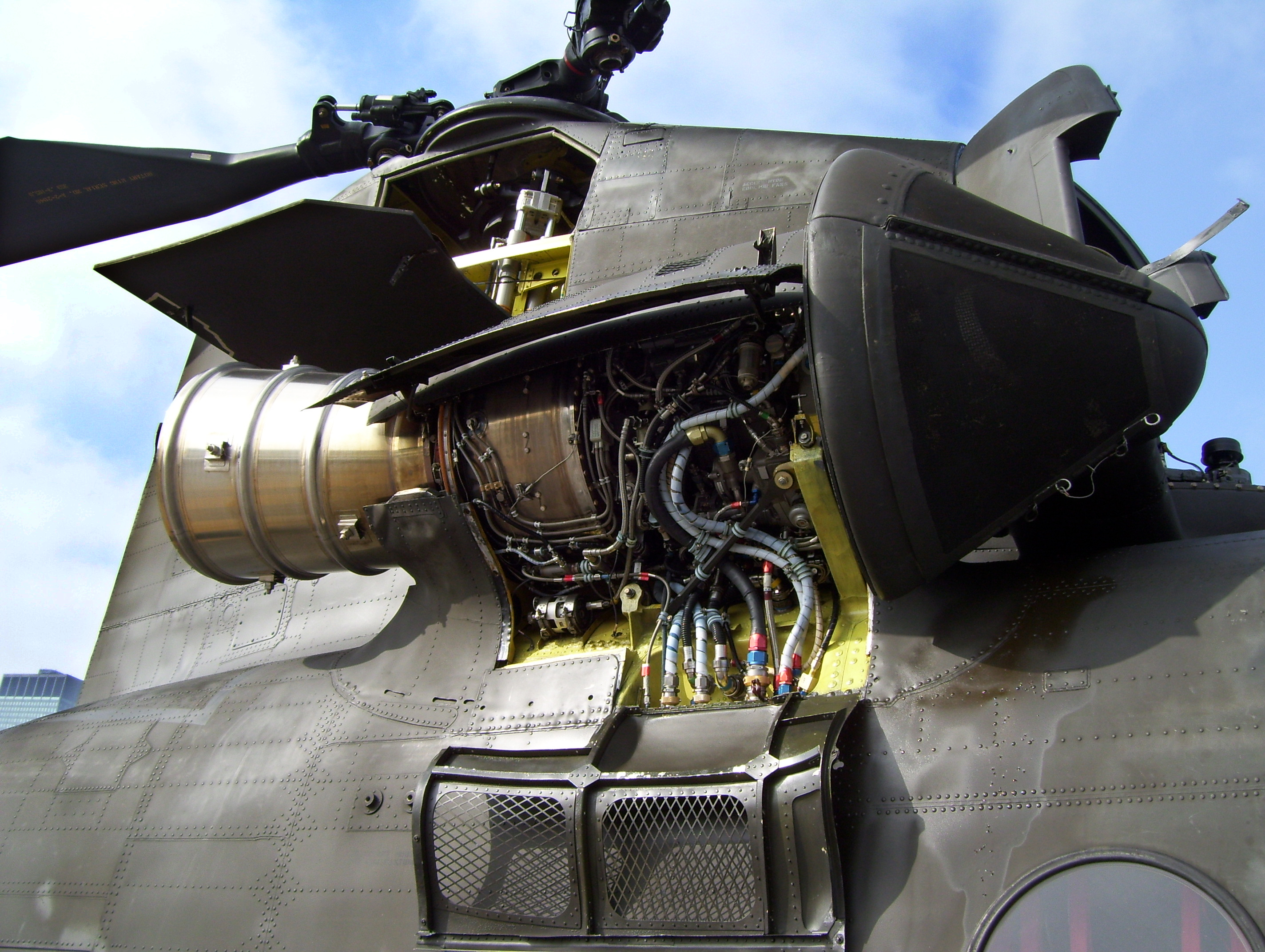
Foto eines Lycoming T55-Triebwerks an einem Chinook-Hubschrauber.

Der Vorteil eines anderen Antriebs erschloss sich Don Vesco, als er einer Demonstration des Miss Budweiser genannten Rennboots von Bernie Little beiwohnte; indes war eine brauchbare Lycoming T 55-Gasturbine nicht problemlos zu beschaffen. Zwei Jahre sparsamen Wirtschaftens waren nötig, um bei einem Rekordfahrerkollegen eine derartige Maschine kaufen zu können, die leider bald kollabierte. Nummer zwei war schließlich ein zusammengeflicktes, nicht mehr luftfahrttaugliches Exemplar des Jahrgangs 1967 aus einem Chinook-Hubschrauber, wie er im Vietnamkrieg zum Einsatz gekommen war. Statt des bisherigen Namens „111“ bekamen Projekt und Fahrzeug nun die Bezeichnung „Turbinator“. Um kleinlichen Mäkeleien keinen Ansatz zu geben, wurde der Turbinenauslass so gelegt, dass der Abgasstrahl senkrecht nach oben gerichtet war – nichts als der Vierradantrieb würde den Wagen bewegen.

## Erprobung und Rekordfahrt
Die Kompliziertheit des verwendeten 5-Gang-Getriebes zögerte die Fertigstellung des Wagens hinaus, dann verlor Don Vesco 1995 durch einen Unfall ein Auge, was den Turbinator für Jahre in die Garage verbannte. 1997 versagten bei einer Fahrt drei Bremsschirme und ließen den Wagen in unwegsames Gelände rasen, 1998 zog einer der Schirme seitlich, Vesco kam bei 627 km/h vom Kurs ab und fuhr zeitweise auf zwei Rädern. Im August 1999 fuhr man 672 km/h, aber der Versuch entsprach nicht den FIA-Bedingungen. Ein besonderes Problem war man bis 2001 nicht losgeworden: Ein Getriebe, das die hohe Drehzahl der Turbine auf die Hälfte reduziert, war vor dem Lufteinlass eingebaut, der Luftstrom in den Kompressorenteil des Aggregats damit behindert – Kühlungsprobleme waren die Folge. Vesco musste bei seinen Fahrten mehrmals Maßnahmen ergreifen, die Auslasstemperatur unter 815 °C zu halten. Am 18. Oktober passte auf den Bonneville Flats dann alles zusammen: 739,4 km/h Durchschnittsgeschwindigkeit aus Fahrten in zwei Richtungen bedeuteten den Weltrekord.

## Weitere Planung
Der Turbinator erreichte am Ende der Messstrecke eine Geschwindigkeit von 756 km/h und beschleunigte immer noch. Rick Vesco hat daher nach dem Tod seines Bruders beschlossen, mit einem anderen Fahrer die 500 mph-Marke (804 km/h) zu überschreiten, idealerweise auf dem fünf Meilen langen Salzstreifen, wie er während der „Speed Week“ auf den Bonneville Flats zur Verfügung steht. Allerdings würden dabei nur gut drei Meilen zum Anhalten übrig bleiben. Um den Luftdurchgang der Turbine zu erleichtern, wurde der Wagen um 70 Zentimeter verlängert und das Untersetzungsgetriebe versetzt. Angestrebt waren 4400 Wellen-PS bei 16500 Umdrehungen pro Minute.
2016 gab das Team bekannt, nun auf 4500 PS zu kommen und erreichte mit dem Fahrer Dave Spangler bei der World of Speed am 12. September auf den Bonneville Salt Flats eine mittlere Geschwindigkeit von 558 km/h. Durch einen geplatzten Reifen entstandene Schäden am Wagen vereitelten weitere Versuche. 2017 trat man erneut an und kam mit dem Fahrer Eric Ritter zumindest in einem Lauf auf 701 km/h. Eine raue Salzoberfläche und die defekte Welle der Kraftstoffpumpe sorgten diesmal für den Misserfolg. Nach Jahren mit schwierigen Bedingungen konnte die Bonneville Speed Week 2018 auf einer außergewöhnlich guten Salzoberfläche stattfinden: Am 13. August fuhr wiederum Dave Spangler mit 745 km/h die schnellste fliegende Meile, doch überbot er im Mittel über zwei Läufe nicht Don Vescos Rekord. Dies gelang am 15. September bei der Veranstaltung World of Speed: Spangler stellte mit 777 km/h einen neuen nationalen Rekord in der Klasse 3/T auf. Die 500 mph (804 km/h) zum Greifen nah, trat man bei den folgenden World Finals erneut an und kam auf 793 km/h – ein zweiter Lauf fehlte noch. Jener fiel wegen einsetzenden Regens allerdings aus. Indes waren alle nationalen amerikanischen Rekorde dieser Saison ohne Aussicht auf eine Anerkennung durch die FIA. Das Team Vesco wollte sich nach einer anderen Strecke umsehen. Stand 2025 ist der Turbinator ein Ausstellungsstück des San Diego Automotive Museum.

## Technische Daten
| Länge            | 9,50 m                                                                                           |
| Breite           | 0,91 m                                                                                           |
| Höhe (Heckfinne) | 0,81 m                                                                                           |
| Radstand         | 5,70 m                                                                                           |
| Gewicht          | 1536 kg                                                                                          |
| Räder            | zweiteilig, aus einer Speziallegierung                                                           |
| Reifen           | 622 × 190 mm, schlauchlos                                                                        |
| Antrieb          | Lycoming T55-L-11A SA Hubschrauber-Turbine mit achtstufigem Kompressor, 3750 WPS bei 16000 min−1 |